# Donald Thériault

Wappen von Donald Thériault.

Donald Thériault (* 18. Januar 1946 in Paquetville) ist ein kanadischer Geistlicher und emeritierter römisch-katholischer Militärbischof von Kanada.

## Leben
Donald Thériault empfing am 8. Mai 1971 die Priesterweihe.
Papst Johannes Paul II. ernannte ihn am 25. März 1998 zum Militärbischof von Kanada. Die Bischofsweihe spendete ihm der Bischof von London, John Michael Sherlock, am 1. Juni desselben Jahres; Mitkonsekratoren waren Eugène Philippe LaRocque, Bischof von Alexandria-Cornwall, und André Vallée PME, Bischof von Hearst.
Papst Franziskus nahm am 8. April 2016 seinen vorzeitigen Rücktritt an.